# Pietraszki (Kielce)

Dzielnice i osiedla Kielc, Pietraszki mają na mapie nr 29

Pietraszki – część Kielc, znajdująca się na zachodnich obrzeżach miasta, w widłach Bobrzy i Sufragańca, od północy graniczy ze wzniesieniem Machnowica, leżącym poza granicami Kielc. Początkowo osada młyńska, później przysiółek Białogonu, w 1966 roku razem z Białogonem włączona w granice miasta. W całości leży na obszarze Chęcińsko-Kieleckiego Parku Krajobrazowego. Główne ulice to: Pietraszki, Młyńska, Bobrowa.
Dojazd autobusami komunikacji miejskiej linii nr 1.
Przez Pietraszki przebiegają:
- żółty szlak spacerowy wokół Kielc[7], przy czym krótsza wersja szlaku omija Pietraszki[8],
- czerwony szlak rowerowy z Karczówki do Podzamcza Piekoszowskiego[9].

Nazwa Pietraszki po raz pierwszy pojawiła się w dokumentach w roku 1742 i pochodzi od nazwiska Pietraszek.